# Lemonade (GReeeeNの曲)
「lemonade」（レモネード）は、GReeeeNの楽曲。ZEN MUSICから2021年9月20日に配信限定シングルでリリースされた。

## タイアップ
- ABEMA『恋する♥週末ホームステイ』主題歌

## 曲の詳細
1. lemonade [2:51]
  - 作詞・作曲 : GReeeeN